# Societas Archaeologica Upsaliensis
Societas Archaeologica Upsaliensis (SAU) är en näringsidkande stiftelse med säte i Uppsala som grundades 1998. SAU utför arkeologiska undersökningar, främst i Mellansverige. Stiftelsen är nära knuten till Uppsala universitet och institutionen för arkeologi och antik historia där. Verksamhetschef är arkeologen Anneli Sundkvist och styrelseordförande är Anneli Ekblom.
SAU bär samma namn som en 60 år äldre organisation vars huvudsakliga verksamhet bestod i att ge ut den vetenskapliga årsboken Tor. Tidskrift för nordisk fornkunskap / arkeologi (1948-1999).